# BitTornado
BitTornado é um aplicativo cliente para o protocolo BitTorrent. É desenvolvido por John Hoffman, também criador do seu antecessor, Shad0w's Experimental Client.  O BitTornado é baseado no cliente original de BitTorrent, a interface é basicamente a mesma, com algumas novas funções como:
- Limitador de Download/Upload
- Prioridade de Download para baixar vários arquivos juntos
- Informação detalhada sobre conexões com outros peers